# Ralph Nelson Elliott
Ralph Nelson Elliott (Marysville, Kansas, 1871. július 28. –  New York, 1948. január 15.) amerikai könyvelő és író, a tőzsdei árfolyamok tanulmányozásával megalkotta a róla elnevezett hullámelméletet, a technikai elemzés egy olyan módját, amely a pénzügyi piacokon uralkodó trend meghatározására alkalmas. Meglátása szerint a piaci árfolyam bizonyos mintázatokat követve alakul, amelyeket ma a szakzsargonban Elliott-hullámoknak hívnak.

## Korai évek és karrier
Elliott a kansasi Marysville-ben született, majd később a texasi San Antonióban élt. Az 1890-es évek közepén könyvelőként kezdett dolgozni, majd Közép-Amerikában és Mexikóban működő vasúttársaságoknál töltött be javarészt vezető pozíciókat. 1903-ban feleségül vette Mary Elizabeth Fitzpatrickot (1869–1941), aki elkísérte őt a hosszú évekig tartó mexikói kiküldetésére. A mexikói polgári zavargások kitörésekor feleségével visszatért az Egyesült Államokba, és végül New Yorkban telepedtek le, ahol Elliott sikeres tanácsadói vállalkozást indított. 1924-ben az Egyesült Államok Külügyminisztériuma kinevezte Elliottot Nicaragua számvitelért felelős tisztviselőjévé (az ország akkoriban amerikai ellenőrzés alatt állt). Nem sokkal később Elliott két könyvet is írt a tapasztalatai alapján: Tea Room and Cafeteria Management és The Future of Latin America.
A Közép-Amerikában töltött évek alatt Elliott súlyos bélbetegségben betegedett meg, amelynek eredményeként korán, már ötvennyolc évesen nyugdíjba kényszerült. Ebben az időszakban döntött úgy, hogy az idejét a továbbiakban az amerikai részvénytőzsde viselkedésének tanulmányozására fordítja.

## Az Elliott-hullámelmélet
Elliott az 1930-as évek elején kezdett hozzá a hetvenöt évnyi tőzsdei részvényárfolyam és indexadat módszeres tanulmányozásához az éves adatsoroktól egészen a félórás felbontású grafikonokkal bezárólag. A többéves munka eredményét az 1938 augusztusában megjelent harmadik könyvében publikálta részletesen The Wave Principle címmel (Charles J. Collins társszerzővel). Elliott a könyvben azt állította, hogy bár a tőzsdei árfolyammozgások véletlenszerűnek és kiszámíthatatlannak tűnnek, azok valójában valószínűsíthetők, mert olyan természetes törvényeket követve formálódnak, amelyek a Fibonacci-számok segítségével jól számszerűsíthetők és előre jelezhetők. Nem sokkal a könyv kiadása után a Financial World magazin felkérte Elliottot, hogy írjon egy tizenkét részből álló cikksorozatot a témában (ugyanazzal a címmel, mint a könyve), amely részletesen bemutatja a piaci előrejelzési módszerét.
Az 1940-es évek elején Elliott kiterjesztette elméletét a kollektív emberi viselkedés leírására. Végső, legátfogóbb nagy munkája: Nature's Law –The Secret of the Universe (A természet törvénye – A világegyetem titka) címmel halála előtt két évvel, 1946 júniusában jelent meg.
Az Elliott halálát követő években más követők (köztük Charles Collins, Hamilton Bolton, Richard Russell és A. J. Frost) átvették a hullámelmélet alkalmazását, és a módszerre épülő előrejelzéseket készítettek a befektetőknek. Frost és Robert Prechter megírta az Elliott Wave Principle című könyvet, amely 1978-ban jelent meg (Prechter a Merrill Lynch elemzője volt, amikor Elliott munkásságát tanulmányozta; az 1980-as évek bikapiacának időszakában kivívott elismertségével pedig az addigi legnagyobb reklámot biztosította Elliott hullámelmélete számára).
Vannak elemzők, például Glenn Neely, akik nem teljes mértékben támaszkodnak Elliott hullámelméletére, de kiindulópontként használták saját hullámelméleti előrejelzési módszerük kifejlesztéséhez.

## Fordítás
Ez a szócikk részben vagy egészben  a   Ralph Nelson Elliott című angol Wikipédia-szócikk ezen változatának fordításán alapul.  Az eredeti cikk szerkesztőit annak laptörténete sorolja fel. Ez a jelzés csupán a megfogalmazás eredetét és a szerzői jogokat jelzi, nem szolgál a cikkben szereplő információk forrásmegjelöléseként.